# 裏口上場
裏口上場（うらぐちじょうじょう）とは、非上場企業が自身より規模の小さい、または経営不振状態の上場企業を買収し、上場企業を存続会社とした合併を行う、または上場企業と共に株式移転や事業譲渡、会社分割などを実施することで、実質的に非上場企業の経営に取り込まれた状態でありながら上場審査を経ずに上場を維持する行為。

## 概要
1977年（昭和52年）3月31日、東京証券取引所（東証）上場を狙っていた北沢バルブ（現・キッツ）が、経営不振で上場資格を失う寸前にあった不二家電機と合併した。この時、合併比率は1:1の対等合併で存続会社は不二家電機であるものの、社名を北沢バルブに変更し不二家電機の合併前の営業内容の全部を第三者に譲渡したため、実質的には北沢バルブが存続会社になるとともに上場権利をただで手に入れたことになった。この行為が「裏口上場」「新規上場にきびしい条件を付している東証の盲点をついた」と言われ、投資家保護などの面から問題になった。そのため、各証券取引所においては「合併等による実質的存続性喪失に係る上場廃止基準」が設けられ、上場会社に実質的存続性が認められない場合については新規上場に準じた審査を受けるための猶予期間に入る。
審査によって適当と判断した場合は猶予期間を解除されるが、不適当と判断されたり、猶予期間終了後における最初の有価証券報告書提出から8営業日以内に新規上場審査基準に準じた審査に係る申請を行わなかった場合には上場廃止となる。
また、非上場とは各証券取引所から見たものであり、札幌証券取引所（アンビシャスも含む）・名古屋証券取引所（ネクストも含む）・福岡証券取引所（Q-Boardも含む）への上場企業が東京証券取引所上場企業と合併する場合等も、東証からは非上場企業となるため規制対象となる（下記のエス・サイエンスなど）。
不正行為を意図しない場合においても、形式上審査対象となる企業も存在する（近鉄百貨店、田辺三菱製薬、みずほ証券、CARTA HOLDINGS）。

## 猶予入り基準
東京証券取引所の場合、以下のような基準がある。
- 非上場会社を完全子会社とする株式交換
- 非上場会社を子会社とする株式交付
- 会社分割による非上場会社からの事業の承継
- 非上場会社からの事業の譲受け
- 会社分割による他の者への事業の承継
- 他の者への事業の譲渡
- 非上場会社との業務上の提携
- 第三者割当による株式若しくは優先出資の割当て
- その他非上場会社の吸収合併又は上記の項目と同等の効果をもたらすと認められる行為

## 実質的存続性喪失による上場廃止例
- エス・サイエンス
- ディーワンダーランド（現・大黒屋グローバルホールディング）
- どん（現・アークミール）
- アドバックス（現・GNU）
- ホッコク（2017年4月にアスラポートへ吸収合併）
- EMCOMホールディングス
- アキナジスタ
- ジパング
- ノア
- メッツ